# Palliduphantes pillichi
Palliduphantes pillichi là một loài nhện trong họ Linyphiidae.
Loài này thuộc chi Palliduphantes. Palliduphantes pillichi được Wladislaus Kulczynski miêu tả năm 1915.